# Valentin Litz
Valentin Litz (* 21. Januar 1879 in Gerolzhofen; † 2. Januar 1950) war ein deutscher Maschinenbauingenieur und Manager.

## Leben
Nach dem Besuch des Gymnasiums studierte Valentin Litz an der Technischen Hochschule München und der Technischen Hochschule Charlottenburg Maschinenbau. 1899 wurde er Mitglied des Corps Vitruvia München. 1902 schloss er in Berlin das Studium als Diplom-Ingenieur ab und begann seine berufliche Laufbahn bei der Maschinenfabrik Augsburg-Nürnberg (MAN). 
1904 wechselte Litz als Lokomotivkonstrukteur in die Lokomotivfabrik A. Borsig in Berlin-Tegel, die damals weltweit größte Lokomotivfabrik, wo er zunächst bei Konstruktion und Bau der C-Mallet-Lokomotive für die argentinische Central-Nordbahn (1904) und der 2'C h2-Tenderlokomotive T 10 für die Preußischen Staatseisenbahnen (1908) mitwirkte. 1909 wechselte er als Akquisiteur in den Vertrieb. 1921 wurde er an der Technischen Hochschule Berlin-Charlottenburg zum Dr.-Ing. promoviert. Er wurde in die Geschäftsführung berufen. Auf einer USA-Reise machte er sich mit dort in der Auto- und Maschinenbauindustrie praktizierten modernen Produktionsmethoden vertraut, die er bei Borsig einführte. Litz wurde in der Folgezeit zu einer der entscheidenden Personen der Einführung der Fließbandarbeit in der deutschen Maschinenbauindustrie.
Als Folge der Weltwirtschaftskrise wurde der Lokomotivbau aus Borsig ausgegliedert und ab 1931 zusammen mit den Lokomotivbauaktivitäten der AEG als eigenständig geführtes Gemeinschaftsunternehmen von Borsig und AEG als Borsig-Lokomotiv-Werke GmbH (BLW) fortgeführt. Litz wurde Technischer Geschäftsführer der neuen Gesellschaft und nach Verlagerung des Unternehmens von Berlin-Tegel nach Hennigsdorf erster Chef der Borsig-Lokfabrik Hennigsdorf. Zusammen mit Adolf H. Wolff, dem Leiter des Konstruktionsbüros, und Max Widdecke (1878–1959) war er maßgeblich bei der Entwicklung und dem Bau von Stromlinienlokomotiven, so auch der Geschwindigkeitsweltrekord-Dampflokomotive der DR-Baureihe 05. 
Bis zum Ende des Zweiten Weltkrieges war Litz zudem Geschäftsführender Vorsitzender des Verbands der deutschen Lokomotiv-Industrie, einem der Vorgängerverbände des heutigen Verbands der Bahnindustrie. Nach Beginn des Krieges zeigte sich allmählich, dass die bisherige Form der Lokomotivkonstruktion und -beschaffung durch die Deutsche Reichsbahn nicht in der Lage war, schnell genug neue Lokomotiven für die kriegsbedingt enorm gestiegenen Transportleistungen zu beschaffen. Litz unterstützte hierbei maßgeblich Gerhard Degenkolb, den Leiter des von Albert Speer eingesetzten Hauptausschusses Schienenfahrzeuge im Reichsministerium für Bewaffnung und Munition, darin, den Konstruktions- und Beschaffungsprozess so weit wie möglich von der Reichsbahn in die Industrie zu verlagern.
Nach dem Zweiten Weltkrieg wurde das Werk von der sowjetischen Militärverwaltung beschlagnahmt. Litz wurde zur Mitwirkung bei der Umgestaltung der Lokomotivfabrik Luhansk und der Errichtung des Hüttenwerkes in Lugansk in der heutigen Ukraine verpflichtet, bevor er 1950 starb.
Während seiner beruflichen Laufbahn veröffentlichte er sowohl als Autor als auch Herausgeber zahlreiche lokomotivtechnische Schriften.

## Schriften
- Die Vorteile der Massenherstellung von Maschinenteilen gegenüber ihrer Einzelherstellung im allgemeinen Maschinenbau, 1921
- Maschinen- und Handarbeitszeitbestimmung. Lohn und Offertkalkulation. In: Der Betrieb, Band 4, 1921/22, S. 313–315
- Sozialpolitische Reiseeindrücke in den Vereinigten Staaten (Vortrag), 1925
- Spanlose Formung – Schmieden, Stanzen, Pressen, Prägen, Ziehen (Herausgeber und Bearbeiter), als Band IV der Schriften der Arbeitsgemeinschaft Deutscher Betriebsingenieure, 1926 (Weitere Bearbeiter: M. Evers, F. Großmann, M. Lebeis, A. Peter)